# Santa María Anunciada en Borgo
Santa Maria Annunziata en Borgo, también llamada Annunziatina, Oratorio della Santissima Annunziata y Oratorio dell'Annunziatella, es un edificio de la iglesia en Roma, dedicado a la Anunciación de la Virgen María. Está ubicada en el Lungotevere Vaticano en Rione Borgo, y pertenece a la parroquia de Santa María en Traspontina. 

## Historia
El oratorio fue erigido entre  1744 y 1746 en el Borgo Santo Spirito según los planos del arquitecto Pietro Passalacqua para la Arciconfraternita di Santo Spirito, "Hermandad del Espíritu Santo", que gestionaba el Ospedale di Santo Spirito, "Hospital del Espíritu Santo". La hermandad fue fundada en 1198 al mismo tiempo que el hospital y sus miembros servían en el hospital o lo apoyaban económicamente. Al fundador Guy de Montpellier se le concedió la iglesia de Santo Spirito en Sassia en 1201. Durante el pontificado del Papa León X (1513-1521), la hermandad se hizo cargo de la cercana iglesia de San Lorenzo en Piscibus. 
En 1659, la hermandad dejó San Lorenzo en Piscibus e hizo construir su propio oratorio, cerca de Borgo Santo Spirito. En 1688 se decidió reconstruir el oratorio y se contrató al arquitecto Carlo Buratti. Angelo Massarotti recibió el encargo de realizar cinco cuadros para el interior: La Anunciación (retablo), El Nacimiento de la Virgen María, El Nacimiento de Jesús, El Descendimiento de la Cruz y La Dormición de la Virgen María. En 1741, el oratorio fue restaurado por Domenico Gregorini. Sin embargo, fue necesario ampliar el hospital y, como el oratorio estorbaba, se decidió demolerlo. La hermandad rescató parte del material de construcción y algunas obras de arte e hizo construir un nuevo oratorio, que se completó en 1746. El arquitecto Pietro Passalacqua también diseñó los locales para la sede de la Hermandad. En 1890, el Estado italiano confiscó los bienes de la hermandad y el oratorio quedó en mal estado. Estuvo cerrado por un breve período, pero fue restaurado y reabierto en 1925. 

### Demolición y reconstrucción
Entre 1936 y 1950 se abrió la Via della Conciliazione, que partía desde el Castillo de Sant'Angelo hasta la Plaza de San Pedro. El proyecto incluía, una calle, ahora Via San Pio X, desde Via della Conciliazione hasta Ponte Vittorio Emanuele II, y el oratorio estorbaba y tuvo que ser demolido en 1940. La mayor parte del material de construcción desmantelado se almacenó y diez años más tarde, en 1950, el oratorio pudo ser reconstruido en un solar cercano.
En 1939, otra iglesia de la zona, Sant'Angelo al Corridoio, fue demolida, y treinta años después, en 1969, la cofradía de esa iglesia, la Arciconfraternita di San Michele Arcangelo a Corridoio di Borgo, se fusionó con la Arciconfraternita di Santo Spirito. y ahora lleva el nombre formal de Venerable Apostolica Arciconfraternita di Santo Spirito e di San Michele Archangelo nell'Oratorio della Santissima Annunciata. Algunas de las obras de arte de la Iglesia de Sant'Angelo se encuentran ahora en Santa Maria Annunziata. La Anunciata fue objeto de una restauración en 1971 y la fachada fue renovada en 2000.

## Exterior
La fachada tiene tres ejes. Las partes laterales simétricas con portales y la parte superior cóncava del edificio no pertenecen a la fachada real de la iglesia. Un edículo que consta de columnas independientes inclinadas con capiteles compuestos y un frontón de arco rebajado enmarca el portal de la iglesia y la ventana ovalada con su cabecera de putto y festones. En la parte central de la fachada, Passalacqua combina un orden gigante  con otro más pequeño. Este fenómeno se encuentra por primera vez en la fachada del Palacio de los Conservadores de Miguel Ángel en la Plaza del Campidoglio. Entre las colosales columnas de orden gigante por un lado y el portal y la ventana ovalada por el otro, Passalacqua ha introducido secciones de pared plegadas, que se alejan de la geometría básica de la arquitectura clásica. Los elementos principales (el frontón, las columnas y pilastras y la ventana ovalada) confieren a la fachada un espíritu barroco, pero teniendo en cuenta la escala íntima del edificio, la iglesia de Passalacqua es un ejemplo de barrocchetto. Este término es un diminutivo de barroco en italiano, y se refiere a edificios más pequeños construidos en el barroco. 
Sobre el frontón del portal se encuentra un relieve que representa la paloma del Espíritu Santo en una aureola. La puerta de entrada está flanqueada por esbeltas columnas compuestas, que sostienen un entablamento con elementos en forma de voluta. Sobre el frontón de arco rebajado se eleva un ático, que sirve como balcón para los locales situados encima de la sala de la iglesia.

## Interior
El interior es de planta rectangular con ábside igualmente rectangular, con doce pilastras compuestas, es blanco y los elementos arquitectónicos son rosa. Estas pilastras sostienen un entablamento que recorre toda la sala de la iglesia excepto en el presbiterio y en la entrada donde se rompe.
El presbiterio tiene un arco triunfal sostenido por dos columnas de pavonazzetto, mármol con capiteles corintios dorados. La arquivolta tiene una lápida con el texto ALTARE PRIVILEGIATO, que significa que los creyentes pueden recibir indulgencias si rezan en este altar. El retablo en sí no tiene columnas ni pilastras, sino ángeles con candelabros y cabezas de putto que sostienen el entablamento. En el frontón roto se encuentra un monograma del Ave María en un halo. El trabajo de estuco fue realizado por Pio Eroli. El retablo, La Anunciación, es obra de Angelo Massarotti. El tímpano del ábside tiene la cruz de la cofradía en estuco.
El fresco del techo El triunfo de la cruz es una obra del siglo XX de Angelo Urbani del Fabbretto. El suelo es de mármol policromado. Sobre la entrada hay una vidriera con el motivo de la aparición de la Virgen María a Bernadette en Lourdes de 1958.
A la derecha al entrar a la iglesia hay una estatua de bronce que representa el Arcángel Miguel derrotando a Satanás, realizada por el escultor francés Louis-Albert Lefeuvre. Solía estar en la iglesia de Sant'Angelo al Corridoio. Luego sigue el cuadro El Descendimiento de la Cruz de Massarotti y en una hornacina la escultura de madera Cristo cae bajo el peso de la Cruz. El siguiente cuadro es Jungfru Marie quedándose dormido de Massarotti. A la izquierda de la sala del altar, bajo una de las tribunas del cantor, se conserva un fragmento al fresco de la Madonna della Salute. En la pared izquierda de la sala de la iglesia se puede ver el Nacimiento de la Virgen María de Massarotti y el fresco Virgen María amamantando al niño Jesús. Procede de Sant'Angelo al Corridoio y ha sido atribuido a Antoniazzo Romano. Esta imagen de María es venerada como Refugium Peccatorum, "Refugio de los pecadores". A continuación ves El nacimiento de Jesús de Massarotti. Debajo se encuentra un fresco de lynette con el motivo de la aparición del Arcángel Miguel al Papa Gregorio Magno. Según la leyenda, el Papa realizó una procesión penitencial en la Roma azotada por la peste y al pasar por el Castel Sant'Angelo vio al Arcángel Miguel envainar su espada. El Papa interpretó esto en el sentido de que la plaga en Roma había terminado. El fresco, antiguamente en la Iglesia de Sant'Angelo, es de Giovanni Battista Lombardelli. A la izquierda de la entrada preside una estatua moderna que representa a Santa Teresa del Niño Jesús.

### Sacristía
La sacristía está en el segundo piso, encima de la iglesia. En la antecámara de la sacristía se pueden contemplar varias lápida. El altar de la sacristía tiene una pintura que representa a Cristoo.